# Pétafine
La pétafine est un fromage fort, originaire du Dauphiné, élaboré dans les départements de la Drôme et de l'Isère.

## Étymologie et origine
La pétafine, petafine, ou p'tafine,, est le nominatif de pétafiner qui signifie « malaxer ». L'origine de ce mot est lyonnaise, mais la recette provient du pays de Voiron, dans le massif de la Chartreuse.

## Ingrédients
Cette préparation dauphinoise se fait à partir de fromages au lait de chèvre et de vache mélangés. Ceux-ci doivent être simplement égouttés mais pas secs,,. La pétafine est élaborée à base d'ingrédients dont la composition est très variable : restes de fromages, eau-de-vie ou/et vin blanc, vinaigre, ail,, mais aussi parfois levain, sel, poivre, bouillon de poireau, raisins secs, huile d’olive ou huile de noix, muscade, thym, sariette, anis.

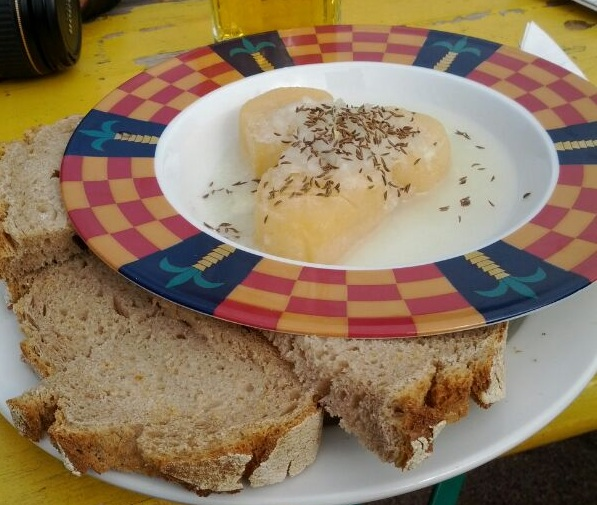
Pétafine fraîche de la Chartreuse.

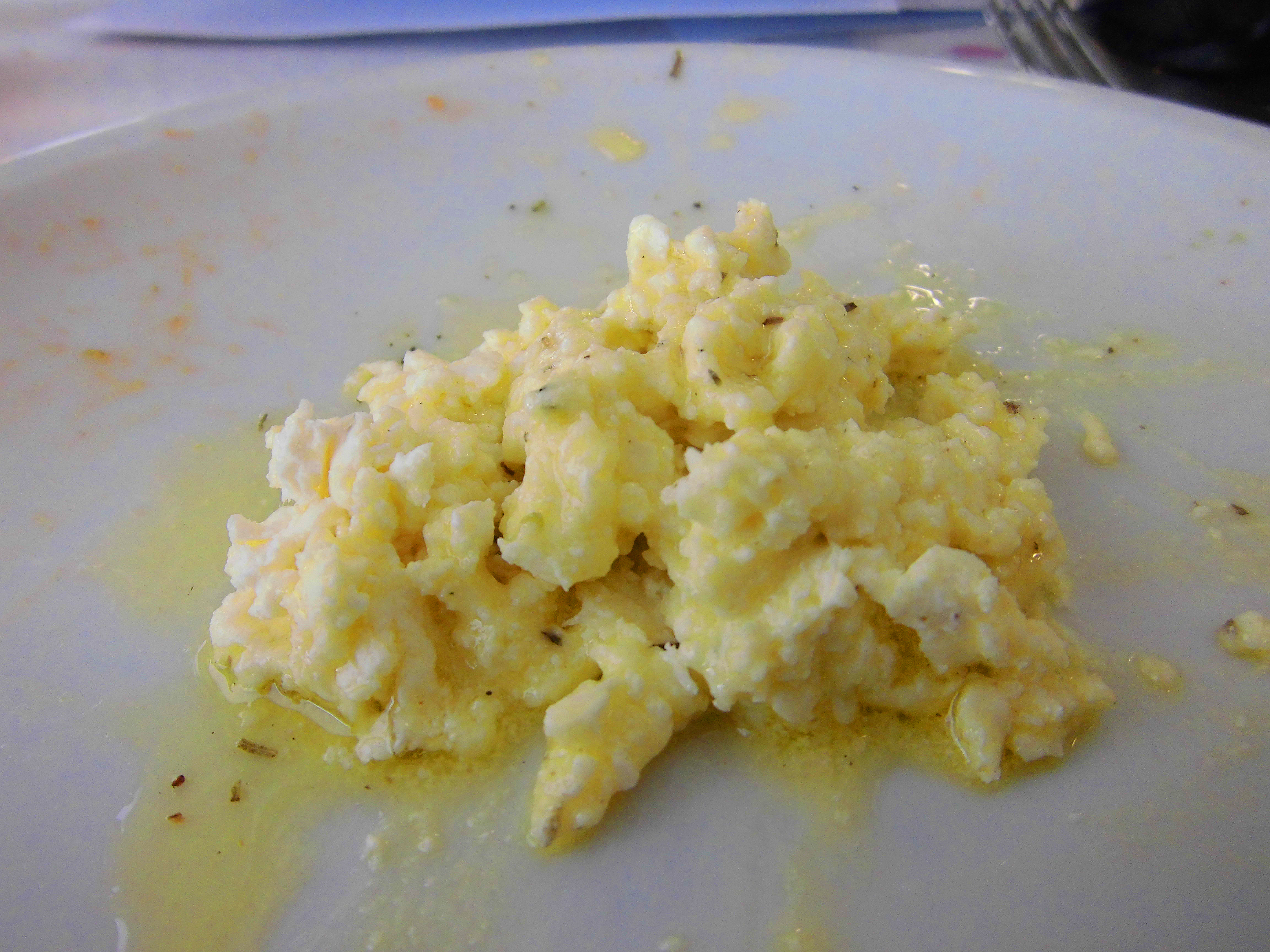
Pétafine des Baronnies.

## Préparation
Il faut au préalable malaxer (pétafiner) ces fromages avec « une pâte obtenue en ramollissant du fromage sec et fort dans du lait chaud ». Ensuite sont ajoutés et mélangés de l'huile, de l'eau-de-vie, du sel et du poivre. Les Dauphinois assurent que leur pétafine peut être consommée fraîche et immédiatement. Quant à eux, ils la laissent mûrir et vieillir assez longtemps,. La pétafine se consomme « à l'étalée » sur des tartines.

## Accord mets/alcool
La quasi majorité des fromages sont dégustés avec du vin, mais quelques-uns, comme les fromages forts, se révèlent parfaits mariés aux single malts. La pétafine s'accorde parfaitement avec un Glenlivet de 15 ans d'âge, un single malt lisse et crémeux avec des nuances de noisette, ou tout autre whisky de la même classe.

## Légendaire
Cette recette fromagère a donné naissance à la « foune », fromage légendaire du film Les bronzés font du ski. 
La légende veut aussi que la pétafine préparée par les chasseurs alpins, lors de la Seconde Guerre mondiale, ait perturbé la progression des bersagliers du Duce, dans les Alpes françaises, en juin 1940, incommodés après de fortes ingestions.